# ولادیمیر الکساندروف (ورزشکار)
ولادیمیر الکساندروف (انگلیسی: Vladimir Aleksandrov؛ زادهٔ ۷ فوریهٔ ۱۹۵۸)از برندگان مدال‌های بازی‌های المپیک اهل روسیه است.